# Grandrupt
Grandrupt ist eine französische Gemeinde im Département Vosges in der Region Grand Est (bis 2015 Lothringen). Sie gehört zum Arrondissement Saint-Dié-des-Vosges und zum Kanton Raon-l’Étape.

## Lage
Die Gemeinde Grandrupt liegt auf 525 Metern über dem Meer in den Vogesen, zwölf Kilometer nordöstlich von Saint-Dié-des-Vosges. Sie reicht im Südosten an den Vogesenkamm heran, der hier die Grenze zum Elsass (Département Bas-Rhin) markiert. Der höchste Punkt der Gemeinde ist der 810 m hohe Bergrücken des Haut de Belfays. Das Gemeindegebiet ist zu über 90 % bewaldet. Grandrupt grenzt im Norden an Le Vermont, im Nordosten an Saint-Stail, im Südosten an Saales, im Südwesten an Châtas und im Nordwesten an Le Puid.

## Bevölkerungsentwicklung
| Jahr                       | 1962 | 1968 | 1975 | 1982 | 1990 | 1999 | 2006 | 2012 | 2021 |
| -------------------------- | ---- | ---- | ---- | ---- | ---- | ---- | ---- | ---- | ---- |
| Einwohner                  | 116  | 77   | 63   | 67   | 61   | 86   | 89   | 77   | 76   |
| Quellen: Cassini und INSEE |      |      |      |      |      |      |      |      |      |

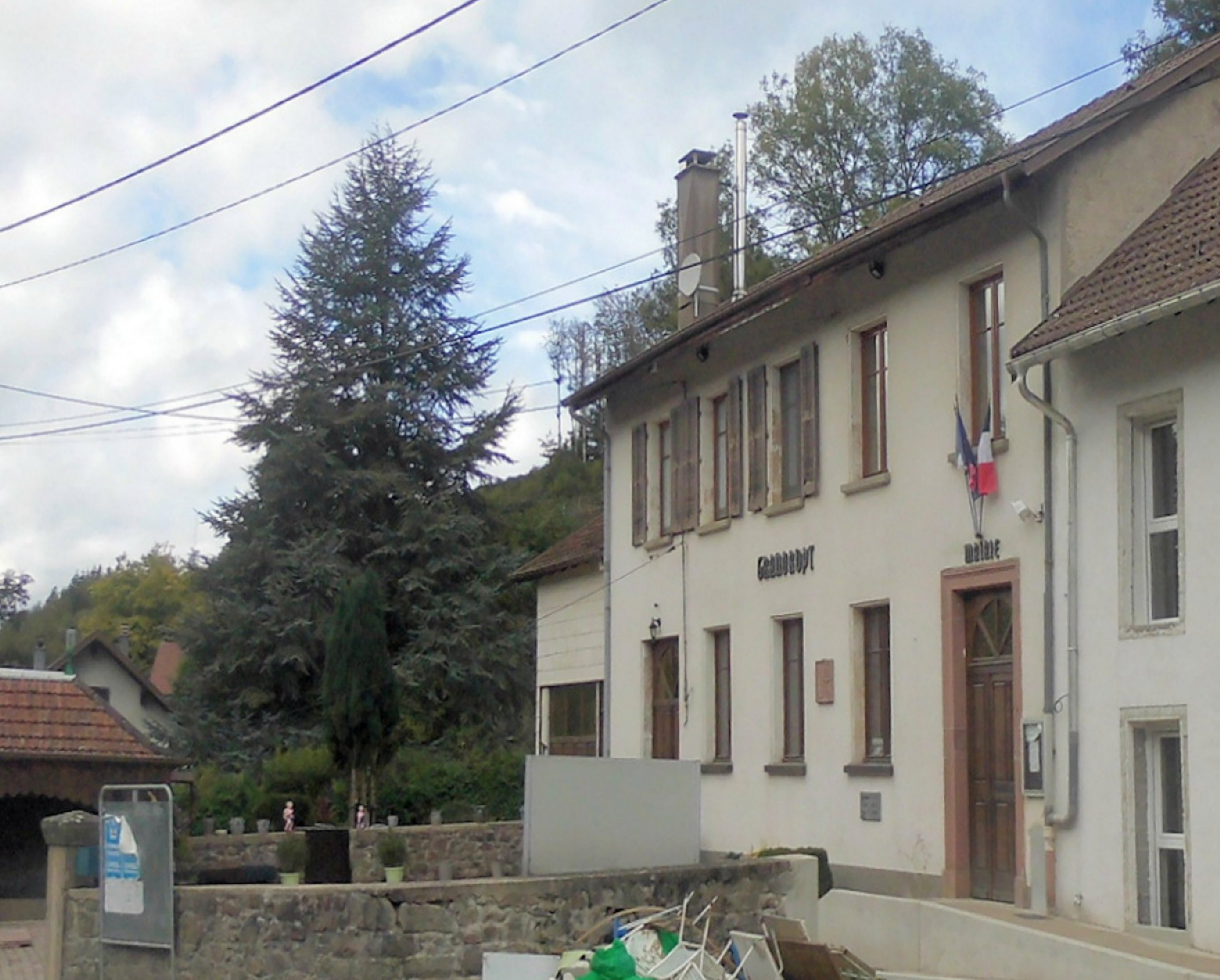
Mairie Grandrupt
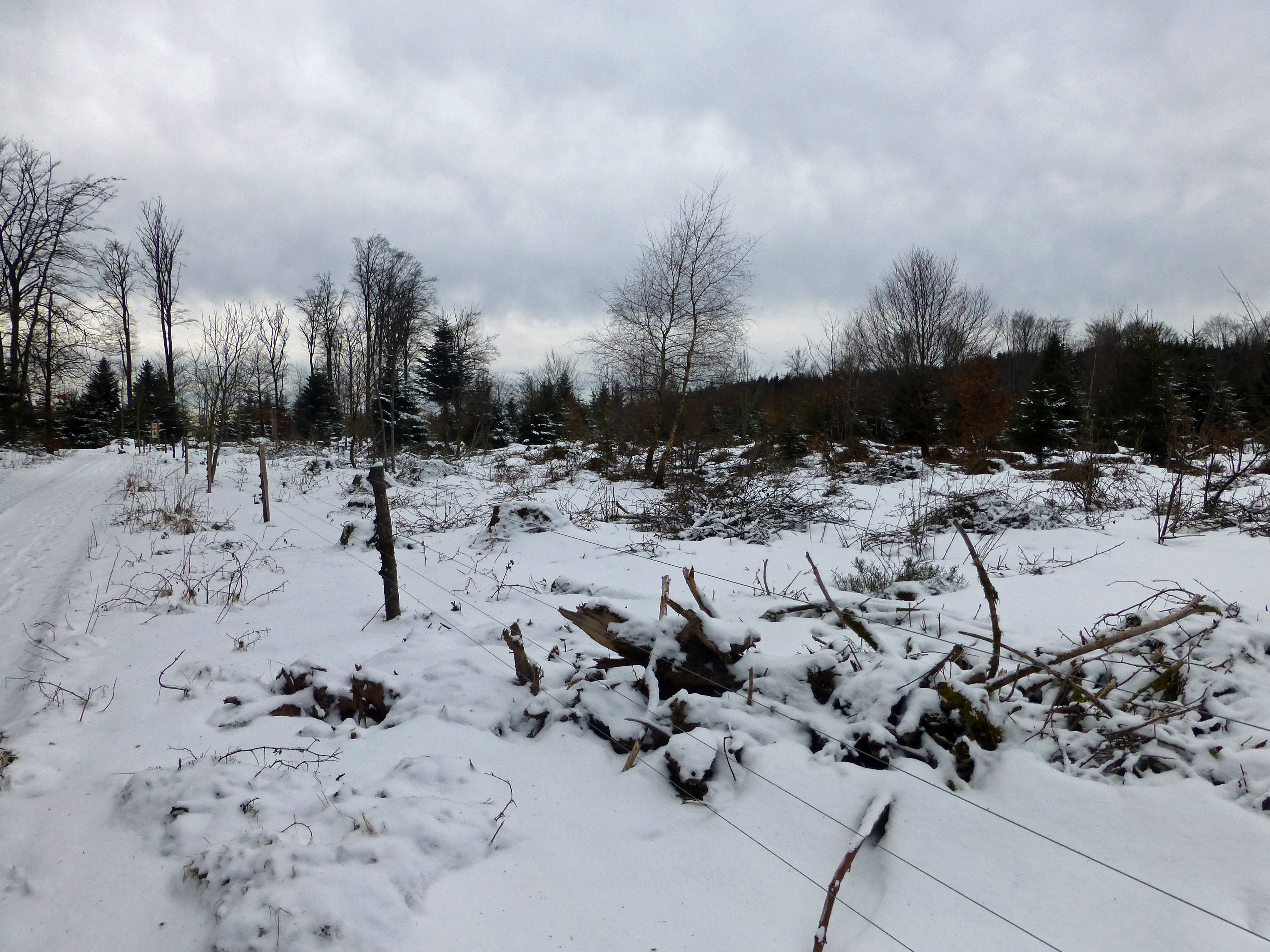
Vogesenkamm am Col des Broques (785 m) im Winter
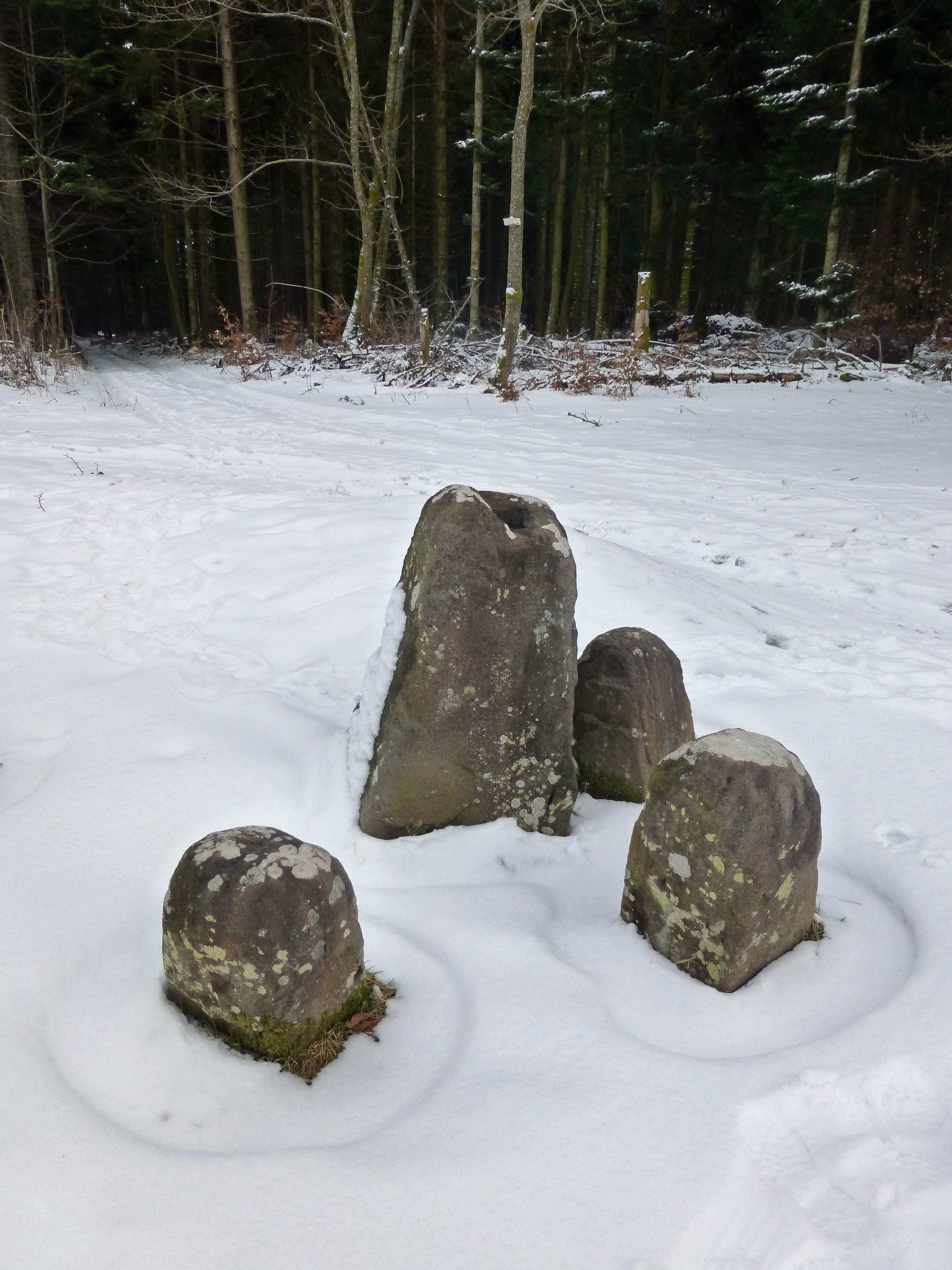
Les quatre bornes (die vier Grenzsteine) auf dem Vogesenkamm (790 m) im Winter